# Adam Leśniewski

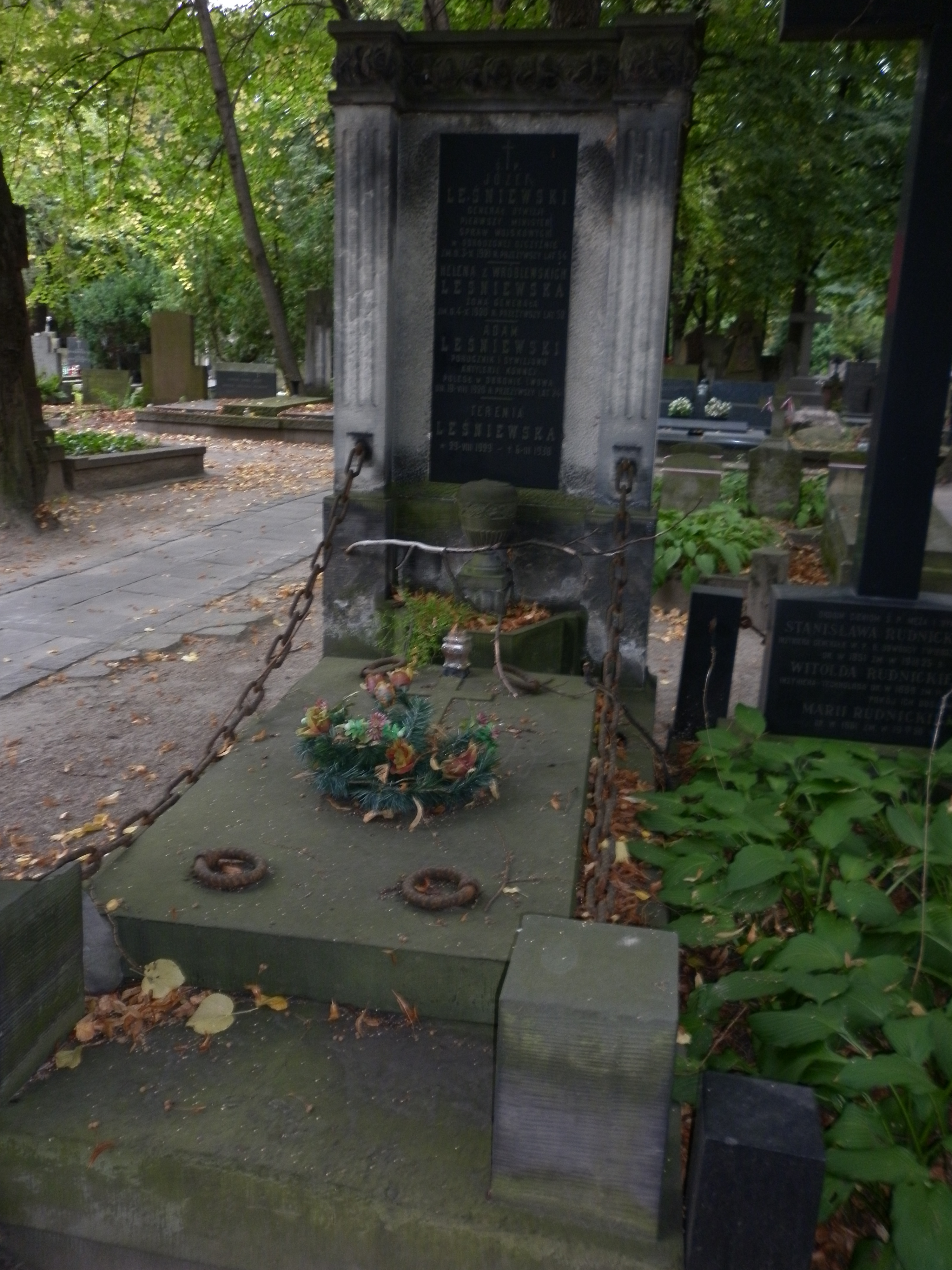
Grób Adama Leśniewskiego i jego rodziców

Adam Leśniewski (ur. 26 maja?/7 czerwca 1896 w Warszawie, zm. 19 sierpnia 1920 pod Artasowem) – podporucznik artylerii Wojska Polskiego, kawaler Orderu Virtuti Militari.

## Życiorys
Urodził się 7 czerwca 1896 w Warszawie, w rodzinie Józefa (1867–1921), generała porucznika Wojska Polskiego, i Heleny z Wróblewskich (1868–1920). Był starszym bratem Kazimierza (1897–1957), majora artylerii Wojska Polskiego, kawalera Orderu Virtuti Militari. W 1913 wyjechał z rodziną do Groznego, gdzie jego ojciec objął dowództwo 82 pułku piechoty.
Student Politechniki Warszawskiej. W listopadzie 1918 wstąpił do Wojska Polskiego. W czasie obrony Lwowa odznaczył się w walce pod Persenkówką. Później pełnił służbę w 1 dywizjonie artylerii konnej.
16 sierpnia 1920 w czasie wojny z bolszewikami objął dowództwo 2. baterii 6 dywizjonu artylerii konnej. Poległ 19 sierpnia 1920 w bitwie pod Artasowem. 24 sierpnia 1920 został pochowany na cmentarzu Powązkowskim w Warszawie (kwatera 234, rząd 3, miejsce 1).
10 kwietnia 1921 pułkownik Juliusz Rómmel we wniosku na odznaczenie Orderem Virtuti Militari napisał: „w bitwie pod Artasowem 20 sierpnia 1920 r. ppor. Leśniewski zajął otwartą pozycję celem szybszego odbicia szarżującej tam kawalerii bolszewickiej. Bateria jego znajdowała się w ogniu karabinów maszynowych i karabinów ręcznych, jednak on widząc i rozumiejąc poważną sytuację, postanowił nie zjeżdżać z pozycji. Po pewnym czasie bateria jego stała się celem dla artylerii bolszewickiej, widząc jednak skuteczność swoich strzałów i cofających się bolszewików, nie zważając uwagi na grożące jemu i baterii niebezpieczeństwo szybkim ogniem odrzucał (...) dalej. Zmieniwszy sytuację dla nas niebezpieczną na pomyślną, nakazał zaprzestania ognia i zjechania na inną pozycję. W tejże chwili granat bolszewicki upadł koło niego i oderwał obydwie nogi. Po kilku dniach ppor. Leśniewski umarł. Czynem swoim uratował sytuację i pozwolił na kontynuowanie pułkom jazdy swego zadania”.

## Ordery i odznaczenia
- Krzyż Srebrny Orderu Wojskowego Virtuti Militari nr 3314[15][7][16]
- Krzyż Walecznych[17]